# S50-es személyvonat
Az S50-es személyvonat egy budapesti elővárosi vonat Budapest-Nyugati pályaudvar és Szolnok között. A vonatok többsége félórás ütemben közlekedik Budapest és Monor között, ahol minden állomáson és megállóhelyen megállnak. Egyes vonatok Szolnokig hosszabbított útvonalon járnak. Hétköznap délután közlekednek Cegléd és Szolnok között betétjáratok szintén S50-es vonatszámmal. Ezek Fecske-ingákkal vagy MÁV 815 sorozatú (KISS) motorvonatokkal közlekednek.  Vonatszámuk négyjegyű, a Nyugati pályaudvartól (illetve Ceglédtől) Szolnokig közlekedőknek 26-tal, a Monoron végállomásozóknak pedig 27-tel kezdődik. A Monorig közlekedő járatok Stadler FLIRT motorvonatokkal közlekednek.

## Története
Budapest és Monor, illetve Szolnok között korábban is járt azonos megállási renddel személyvonat, az S50-es jelzést 2014. december 14-étől viseli. Munkanapokon 4-5 vonat indul Ceglédről Szolnokra, csatlakozást biztosítva a Z50-es zónázóról, hétvégén pedig 2 Szolnokról indul Ceglédre. Felújítás miatt 2021. április 6-ától június 18-áig napközben csak Budapest-Nyugati és Vecsés állomás között közlekedett.
2015 és 2021 nyarán a Nyugati pályaudvar kizárása alatt a Vácig közlekedő S70-es személyvonatokkal egyesítve közlekedett Monor-Vác viszonylatban, S57-es jelzéssel. 
A járatok eredetileg V43 2xxx mozdony által vontatott fecske Bhv kocsis és fecske BDt 400-as vezérlőkocsis szerelvényekkel voltak kiadva, majd a STADLER FLIRT motorvonatok vették át a szerepüket (a teljes leváltás 2022-ben a STADLER KISS motorvonatok forgalomba helyezésével történt meg). 
2021-2022-ben hétköznap csúcsidőben TRAXX mozdony által vontatott BVhmot mellékkocsikkal (Bmx), halberstadti vezérlőkocsival (Bybdtee) továbbított szerelvények is jártak a viszonylaton. 

## Útvonala
Ütemes menetrend szerint minden óra ugyanazon percében indul és érkezik mindegyik állomáson. A hét minden napján félóránként közlekedik. Egyes hajnali és késő esti járatok Szolnokig közlekednek.
| 0   | 0                                         | Budapest-Nyugati végállomás | 93 | 46 | 9, 26, 91, 191, 226, 291 4, 6 72, 73 S21 , G50 , Z50 , S70 , G70 , Z70 , S71 , G71 , S72 , Z72 , IC, EC, EN, InterRégió                                                                        |
| 6   | 6                                         | Zugló                       | 86 | 39 | 5, 7, 7E, 8E, 108E, 110, 112, 133E 1, 1A 72 S21 , G50 , Z50 , IC, InterRégió |
| 11  | 11                                        | Kőbánya alsó                | 81 | 34 | 9, 95, 117, 151, 162, 185, 195, 217, 217E, 262 3, 28, 28A, 62, 62A 73 S21 , G50 , Z50 |
| 15  | 15                                        | Kőbánya-Kispest             | 77 | 30 | 68, 85, 85E, 93, 93A, 98, 98E, 132E, 136, 148, 151, 182, 182A, 184, 193E, 200E, 202E, 268, 282E, 284E 575, 576, 577, 578, 580, 581 S21 , S36 , G43 , G50 , Z50 , IC, InterRégió, expresszvonat |
| 19  | 19                                        | Pestszentlőrinc             | 73 | 26 | 36, 98, 98E, 200E, 217, 217E |
| 21  | 21                                        | Szemeretelep                | 70 | 23 | 93, 183, 200E |
| 24  | 24                                        | Ferihegy                    | 68 | 21 | 166, 200E, 236, 236A, 266 575, 576, 578, 580, 581 Z50 , IC, InterRégió, expresszvonat |
| 28  | 28                                        | Vecsés                      | 64 | 17 | 576, 577, 578 Helyi busz |
| 31  | 31                                        | Vecsés-Kertekalja           | 60 | 13 | |
| 36  | 36                                        | Üllő                        | 55 | 8  | |
| 39  | 39                                        | Hosszúberek-Péteri          | 51 | 4  | 512 |
| 44  | 45                                        | Monor végállomás            | 47 | 0  | 513, 514, 515, 516, 517, 518, 585, 586, 587, 590, 591, 595 G50 , Z50 , InterRégió |
|     | 51                                        | Monorierdő                  | 40 |    | 588 |
| 55  | Pilis                                     | 36                          | 590, 591, 595 InterRégió |    | |
| 61  | Albertirsa                                | 30                          | 564, 565, 567, 568, 569, 570 InterRégió |    | |
| 66  | Ceglédbercel                              | 26                          | |    | |
| 69  | Ceglédbercel-Cserő                        | 23                          | 564, 565 |    | |
| 73  | Budai út                                  | 29                          | 564, 565 |    | |
| 80  | Cegléd                                    | 23                          | 520, 521, 522, 525, 526, 528, 531, 535, 537, 539, 540, 541, 542, 550, 552, 553, 555, 556, 558, 559, 560, 561, 562, 564, 565, 566 IC, InterRégió, expresszvonat                                     |    | |
| 91  | Abony                                     | 11                          | 535 InterRégió, expresszvonat |    | |
| 101 | Szolnok végállomás hajnalban és késő este | 0                           | 533, 534, 537, 538, 553 Távolsági járatok 2Y, 2Y, 6, 6Y, 7, 8, 8Y, 13, 13Y, 14, 15, 15Y, 16, 17, 24, 24A, 27, 33, 38 S60 , G60 , Z60 , S220 , S820 , IC, EC, InterRégió, gyorsvonat, expresszvonat |    | |